# Açude Riacho do Sangue
Açude Riacho do Sangue är en reservoar i Brasilien.   Den ligger i delstaten Ceará, i den östra delen av landet, 1 500 kilometer nordost om huvudstaden Brasília. Açude Riacho do Sangue ligger 162 meter över havet.
Omgivningarna runt Açude Riacho do Sangue är huvudsakligen savann. Runt Açude Riacho do Sangue är det glesbefolkat, med 15 invånare per kvadratkilometer.